# Stora Kroktjärnen (Karlskoga socken, Värmland)
Stora Kroktjärnen är en sjö i Karlskoga kommun i Värmland och ingår i Göta älvs huvudavrinningsområde. Sjön är 14 meter djup, har en yta på 0,158 kvadratkilometer och befinner sig 183,1 meter över havet.

## Delavrinningsområde
Stora Kroktjärnen ingår i det delavrinningsområde (658587-143259) som SMHI kallar för Ovan Lerälven. Medelhöjden är 168 meter över havet och ytan är 23,38 kvadratkilometer. Räknas de 164 avrinningsområdena uppströms in blir den ackumulerade arean 2 297,09 kvadratkilometer. Gullspångsälven (Liälven) som avvattnar avrinningsområdet har biflödesordning 2, vilket innebär att vattnet flödar genom totalt 2 vattendrag innan det når havet efter 293 kilometer. Avrinningsområdet består mestadels av skog (81 procent). Avrinningsområdet har 0,34 kvadratkilometer vattenytor vilket ger det en sjöprocent på 1,4 procent.